# 臧爾勸
臧爾勸（？—1625年），字仲升，號九岩，山東青州府諸城縣枳沟镇枳沟村人，明朝政治人物。

## 生平
萬曆十六年（1588年）戊子科山東鄉試舉人。萬曆二十年（1592年），登壬辰科第二甲第三十九名進士，兵部觀政，二十一年初授户部山西司主事，二十二年改兵部車駕司主事，二十五年調礼部主客司主事，二十六年升员外郎、郎中，二十七年升陕西提學副使，三十一年十一月升本省右参政、分守关内道，持正不阿，朝廷嘉其虚公，復留任。三十三年調河南潁州道参政，三十五年六月升浙江按察使，丁憂歸。三十九年補蘇松按察使，四十一年升河南右布政使，四十三年升廣東左布政使。三年秩满，四十六年二月仕至都察院右副都御史、寧夏巡撫，四十八年升户部右侍郎，天啓二年告病。三年起遷兵部左侍郎，五年卒。赠兵部尚书。

## 家族
曾祖臧棐，贈光禄寺卿；祖父臧節，封吏部郎中，封光禄寺卿；父臧惟一，己丑進士，尚书、都御史。兄臧尔令，天启壬戌進士。